# Савельев, Николай Фёдорович (Герой Социалистического Труда)
Николай Фёдорович Савельев (22 октября 1922 — 26 августа 1996, Саратов, Россия) — передовик советской электронной промышленности, токарь Саратовского завода электроприборов Министерства электронной промышленности СССР, Герой Социалистического Труда (1966).

## Биография
Родился в 1922 году в селе Новополье, ныне Татищевского района, Саратовской области в семье русских. 
В 1941 году ушёл добровольцем на фронт. Службу проходил в авиадесантных войсках на Карельском фронте. Участник обороны Мурманска, а также наступательной операции в Финляндии. Войну закончил в Норвегии. 24 июня 1945 года принял участие в Параде победы в городе Москве. 
В феврале 1952 года трудоустроился токарем на электроприборном заводе в городе Саратове. В цехе №26 выполнял задание по изготовлению нестандартного оборудования. 35 лет – общий стаж работы на этом предприятии. Неоднократно становился победителем социалистического соревнования.       
Указом Президиума Верховного Совета СССР от 29 июля 1966 года (закрытым) за достижение высоких показателей в производстве  Николаю Фёдоровичу Савельеву присвоено звание Героя Социалистического Труда с вручением ордена Ленина и медали «Серп и Молот».
В 1988 году вышел на заслуженный отдых.   
Проживал в городе Саратове. Умер 26 августа 1996 года. Похоронен на Елшанском кладбище в Саратове.

## Награды
За трудовые и боевые успехи удостоен:
- Золотая звезда «Серп и Молот» (29.07.1966)
- Орден Ленина (29.07.1966)
- Орден Отечественной войны II степени (11.03.1985)
- Орден Трудового Красного Знамени (25.03.1974)
- Медаль «За трудовое отличие» (06.03.1962)
- Медаль «За боевые заслуги» (16.07.1944)
- Медаль «За оборону Советского Заполярья»
- другие медали.

## Память
- В 2015 году открыта мемориальная доска в память о Герое на проходной ПАО «Тантал».